# Lista de prefeitos de São Tomé (Rio Grande do Norte)
Esta é a lista de prefeitos de São Tomé, município brasileiro do Estado do Rio Grande do Norte. O prédio da prefeitura chama-se Palácio Arnaldo Ribeiro de Andrade.
Até o momento, quatro ex-prefeitos estão vivos: Rainel Pereira Filho, Francisco Estrela Martins, Gutemberg Pereira da Rocha e Anteomar Pereira da Silva. O último ex-prefeito a falecer foi Luiz de Araken Assunção, em 11 de janeiro de 2025.
| Nº | Prefeito                        | Imagem             | Partido                   | Início de mandato       | Fim de mandato          | Vice-prefeito                        | Observações                   |
| -- | ------------------------------- | ------------------ | ------------------------- | ----------------------- | ----------------------- | ------------------------------------ | ----------------------------- |
| 1  | Felix Gomes de Melo             |                    |                           | 1º de janeiro de 1929   | 9 de outubro de 1930    | —                                    | Prefeito nomeado              |
| 2  | Luiz Máximo de Araújo           |                    |                           | 10 de outubro de 1930   | 9 de novembro de 1930   | —                                    | Prefeito nomeado              |
| 3  | Arthur Disnard Mangabeira       |                    |                           | 10 de novembro de 1930  | 22 de junho de 1931     | —                                    | Prefeito nomeado              |
| 4  | João Gonçalves de Andrade Filho |                    |                           | 23 de junho de 1931     | 17 de julho de 1933     | —                                    | Prefeito nomeado              |
| 5  | José Ferreira de Medeiros       |                    |                           | 18 de julho de 1933     | 7 de novembro de 1933   | —                                    | Prefeito nomeado              |
| 6  | Pedro Adelino dos Santos        |                    |                           | 8 de novembro de 1933   | 4 de setembro de 1934   | —                                    | Prefeito nomeado              |
| 7  | Francisco Oswaldo da Rocha      |                    |                           | 5 de setembro de 1934   | 31 de outubro de 1935   | —                                    | Prefeito nomeado              |
| 8  | Pedro Adelino dos Santos        |                    |                           | 1º de novembro de 1935  | 30 de maio de 1937      | —                                    | Prefeito nomeado              |
| 8  | Pedro Adelino dos Santos        | 30 de maio de 1937 | 31 de dezembro de 1937    | —                       | Prefeito eleito         |                                      |                               |
| 9  | Rainel Pereira                  |                    | Sem partido               | 1º de janeiro de 1938   | 13 de outubro de 1941   | —                                    | Prefeito nomeado              |
| 10 | Arnaldo Bezerra Furtado         |                    | Sem partido               | 14 de outubro de 1941   | 31 de julho de 1942     | —                                    | Prefeito nomeado              |
| 11 | Francisco Sergio de Paiva       |                    | Sem partido               | 1º de agosto de 1942    | 15 de novembro de 1943  | —                                    | Prefeito nomeado              |
| 12 | Antônio de Castro Bezerra       |                    | Sem partido               | 16 de novembro de 1943  | 8 de julho de 1944      | —                                    | Prefeito nomeado              |
| 13 | Alcebiades Roque da Silva       |                    | Sem partido               | 9 de julho de 1944      | 28 de janeiro de 1945   | —                                    | Prefeito nomeado              |
| 14 | João Gonçalves de Andrade Filho |                    | Sem partido               | 28 de janeiro de 1945   | 23 de abril de 1945     | —                                    | Prefeito nomeado              |
| 15 | Leôncio Costa                   |                    |                           | 24 de abril de 1945     | 13 de novembro de 1945  | —                                    | Prefeito nomeado              |
| 16 | José Amâncio de Lima            |                    |                           | 29 de novembro de 1945  | 16 de fevereiro de 1946 | —                                    | Prefeito nomeado              |
| 17 | Leôncio Costa                   |                    | PSD                       | 15 de fevereiro de 1946 | 18 de junho de 1946     | —                                    | Prefeito nomeado              |
| 18 | Felix Gomes de Melo             |                    | PSD                       | 19 de junho de 1946     | 31 de maio de 1948      | —                                    | Prefeito nomeado              |
| 19 | Francisco Leonis Gomes de Assis |                    | UDN                       | 1º de junho de 1948     | 30 de março de 1953     | Antônio Pereira de Araújo            | Prefeito e vice eleitos       |
| 20 | Rainel Pereira                  |                    | UDN                       | 31 de março de 1953     | 31 de março de 1958     | Sinval Azevedo                       | Prefeito e vice eleitos       |
| 21 | José Aribaldo de Carvalho       |                    | UDN                       | 31 de março de 1958     | 31 de março de 1963     | Astério Alves de Araújo              | Prefeito e vice eleitos       |
| 22 | Antônio Pereira de Araújo       |                    | UDN                       | 31 de março de 1963     | 31 de janeiro de 1969   | José Ferreira de Morais              | Prefeito e vice eleitos       |
| 23 | Florêncio Luciano               |                    | ARENA                     | 31 de janeiro de 1969   | 22 de março de 1969     | Luiz Araken de Assunção              | Prefeito e vice eleitos       |
| 24 | Luiz Araken de Assunção         |                    | ARENA                     | 22 de março de 1969     | 31 de janeiro de 1973   | —                                    | Vice-prefeito eleito no cargo |
| 25 | Lindberg Pereira de Araújo      |                    | ARENA                     | 31 de janeiro de 1973   | 31 de janeiro de 1977   | Juvenal Amador Soares                | Prefeito e vice eleitos       |
| 26 | Arnaldo Ribeiro de Andrade      |                    | ARENA                     | 31 de janeiro de 1977   | 31 de janeiro de 1983   | José Ferreira de Morais              | Prefeito e vice eleitos       |
| 27 | Afrânio Pereira de Araújo       |                    | PDS                       | 31 de janeiro de 1983   | 31 de dezembro de 1988  | Nuremberg Pereira de Araújo          | Prefeito e vice eleitos       |
| 28 | Francisco Estrela Martins       |                    | PL                        | 1º de janeiro de 1989   | 31 de dezembro de 1992  | Francisco Leones Gomes de Assis Neto | Prefeito e vice eleitos       |
| 29 | Rainel Pereira Filho            |                    | PDS                       | 1º de janeiro de 1993   | 31 de dezembro de 1996  | Jeová Pereira da Silva               | Prefeito e vice eleitos       |
| 30 | Francisco Estrela Martins       |                    | PPB                       | 1º de janeiro de 1997   | 31 de dezembro de 2000  | José Miguel de Menezes               | Prefeito e vice eleitos       |
| 31 | Afrânio Pereira de Araújo       |                    | PP                        | 1º de janeiro de 2001   | 31 de dezembro de 2004  | José Eriberto da Rocha               | Prefeito e vice eleitos       |
| 32 | Francisco Estrela Martins       |                    | PSB                       | 1º de janeiro de 2005   | 31 de março de 2008     | Anteomar Pereira da Silva            | Prefeito e vice eleitos       |
| 33 | Anteomar Pereira da Silva       |                    | PDT                       | 1º de abril de 2008     | 31 de dezembro de 2012  | —                                    | Vice-prefeito eleito no cargo |
| 33 | Anteomar Pereira da Silva       | PP                 | Miguel Salustiano de Lima | 1º de abril de 2008     | 31 de dezembro de 2012  | Prefeito reeleito e vice eleito      |                               |
| 34 | Gutemberg Pereira da Rocha      |                    | PMDB                      | 1º de janeiro de 2013   | 31 de dezembro de 2016  | José Elizio Andrade                  | Prefeito e vice eleitos       |
| 35 | Anteomar Pereira da Silva       |                    | PSD                       | 1º de janeiro de 2017   | 31 de dezembro de 2024  | Miguel Salustiano de Lima            | Prefeito e vice eleitos       |
| 35 | Anteomar Pereira da Silva       | Republicanos       | Josinaldo Amaro de Lima   | 1º de janeiro de 2017   | 31 de dezembro de 2024  | Prefeito reeleito e vice eleito      |                               |
| 36 | Josinaldo Amaro de Lima         |                    | PL                        | 1º de janeiro de 2025   | até a atualidade        | Lucinário Félix de Carvalho          | Prefeito e vice eleitos       |